# 라하초우

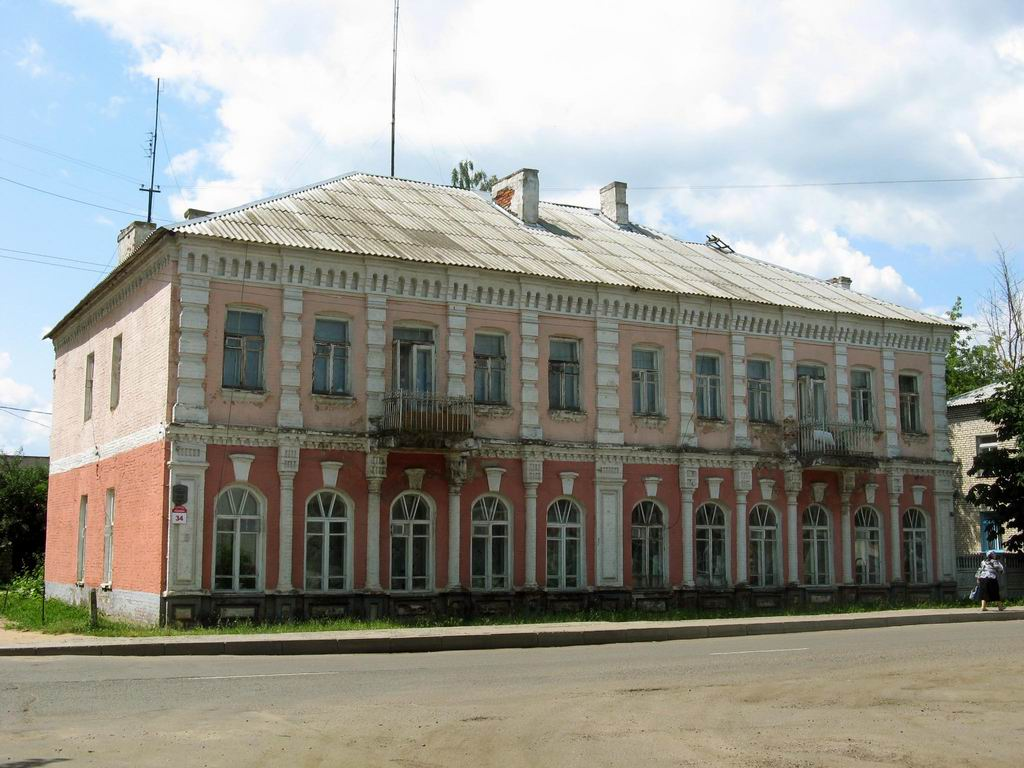
라하초우

라하초우(벨라루스어: Рагачо́ў, 러시아어: Рогачёв 로가초프[*], 폴란드어: Rohaczów 로하추프[*])는 벨라루스 호멜 주에 위치한 도시로 면적은 18.06km2, 높이는 136m, 인구는 33,702명(2009년 기준)이다. 드루츠 강과 드네프르강 사이에 위치한다. 문헌에 처음 등장한 시기는 1142년이다.

시기
시 문장